# توماس ر. كلاين
توماس ر. كلاين (بالإنجليزية: Thomas R. Kline)‏ هو محامي أمريكي، ولد في 1947.